# Sóc đỏ
Sóc đỏ hay còn gọi sóc đỏ á-âu (danh pháp khoa học: Sciurus vulgaris) là một loài sóc cây trong chi Sciurus, họ Sóc, bộ Gặm nhấm. Loài này được Linnaeus mô tả năm 1758.. Chúng là một loài động vật gặm nhấm sống trên cây ăn tạp, phổ biến khắp Âu-Á.
Tại Đại Anh và Ireland, số đã giảm mạnh trong những năm gần đây, một phần vì sự du nhập của sóc xám miền Đông (Sciurus carolinensis) từ Bắc Mỹ.
Sóc đỏ có chiều dài đầu thân tiêu biểu từ 19–23 cm (7,5–9 in), chiều dài từ đầu đến đuôi từ 15 đến 20 cm (5,9-7,9 in) và khối lượng 250-340 g. Con đực và con cái có bề ngoài và kích thước cơ thể giống nhau. Những con sóc đỏ hơi nhỏ hơn so với con sóc xám miền Đông với chiều dài đầu và cơ thể từ 25 đến 30 cm (9,5–12 in) và nặng từ 400 và 800 g (14 oz đến 1,8 lb). Người ta cho rằng cái đuôi dài sẽ giúp các con sóc để cân bằng và lái khi nhảy từ cây này sang cây và chạy dọc theo ngành, có thể giữ nó ấm trong khi ngủ.
Một số nghiên cứu gần đây cho rằng số lượng loài sóc đỏ đang giảm đi nhanh chóng

## Phân loài và phân bố
Có hơn 40 phụ loài sóc đỏ nhưng tình trạng một số phân loài vẫn chưa chắc chắn. Một nghiên cứu năm 1971 công nhận 16 phụ loài và đã được dùng làm cơ sở cho công tác phân loài sau đó. Hiện tại có 23 phân loài được công nhận.
- S. v. alpinus. Desmarest, 1822. (Đồng nghĩa: S. v. baeticus, hoffmanni, infuscatus, italicus, meridionalis, numantius, segurae hoặc silanus.)
- S. v. altaicus. Serebrennikov, 1928.
- S. v. anadyrensis. Ognev, 1929.
- S. v. arcticus. Trouessart, 1906. (Đồng nghĩa: S. v. jacutensis.)
- S. v. balcanicus. Heinrich, 1936. (Đồng nghĩa: S. v. istrandjae hoặc rhodopensis.)
- S. v. chiliensis. Sowerby, 1921.
- S. v. cinerea. Hermann, 1804.
- S. v. dulkeiti. Ognev, 1929.
- S. v. exalbidus. Pallas, 1778. (Đồng nghĩa: S. v. argenteus hay kalbinensis.)
- S. v. fedjushini. Ognev, 1935.
- S. v. formosovi. Ognev, 1935.
- S. v. fuscoater. Altum, 1876. (Đồng nghĩa: S. v. brunnea, gotthardi, graeca, nigrescens, russus hay rutilans.)
- S. v. fusconigricans. Dvigubsky, 1804
- S. v. leucourus. Kerr, 1792.
- S. v. lilaeus. Miller, 1907. (Đồng nghĩa: S. v. ameliae hay croaticus.)
- S. v. mantchuricus. Thomas, 1909. (Đồng nghĩa: S. v. coreae hay coreanus.)
- S. v. martensi. Matschie, 1901. (Đồng nghĩa: S. v. jenissejensis.)
- S. v. ognevi. Migulin, 1928. (Đồng nghĩa: S. v. bashkiricus, golzmajeri hoặc uralensis.)
- S. v. orientis. Thomas, 1906.[9]
- S. v. rupestris. Thomas, 1907
- S. v. ukrainicus. Migulin, 1928. (Synonym: S. v. kessleri.)
- S. v. varius. Gmelin, 1789.
- S. v. vulgaris. Linnaeus, 1758.[10] (Đồng nghĩa: S. v. albonotatus, albus, carpathicus, europaeus, niger, rufus hay typicus.)

## Hình ảnh

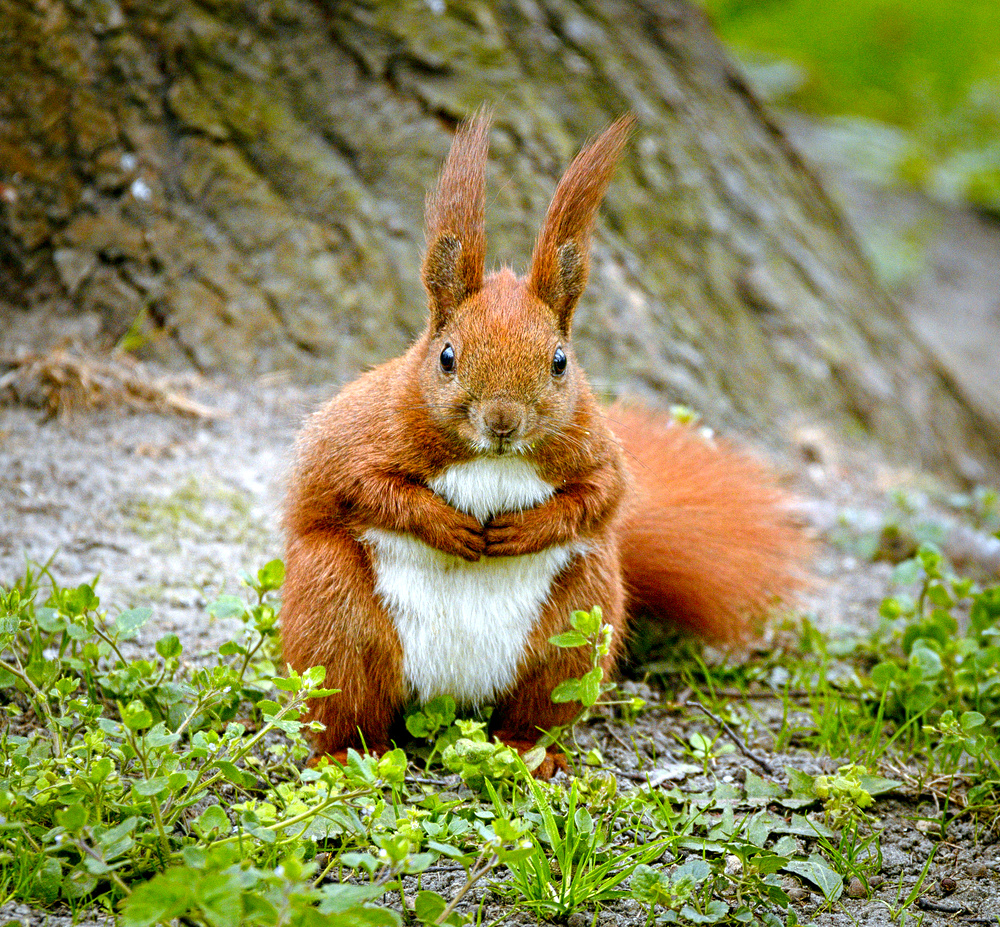
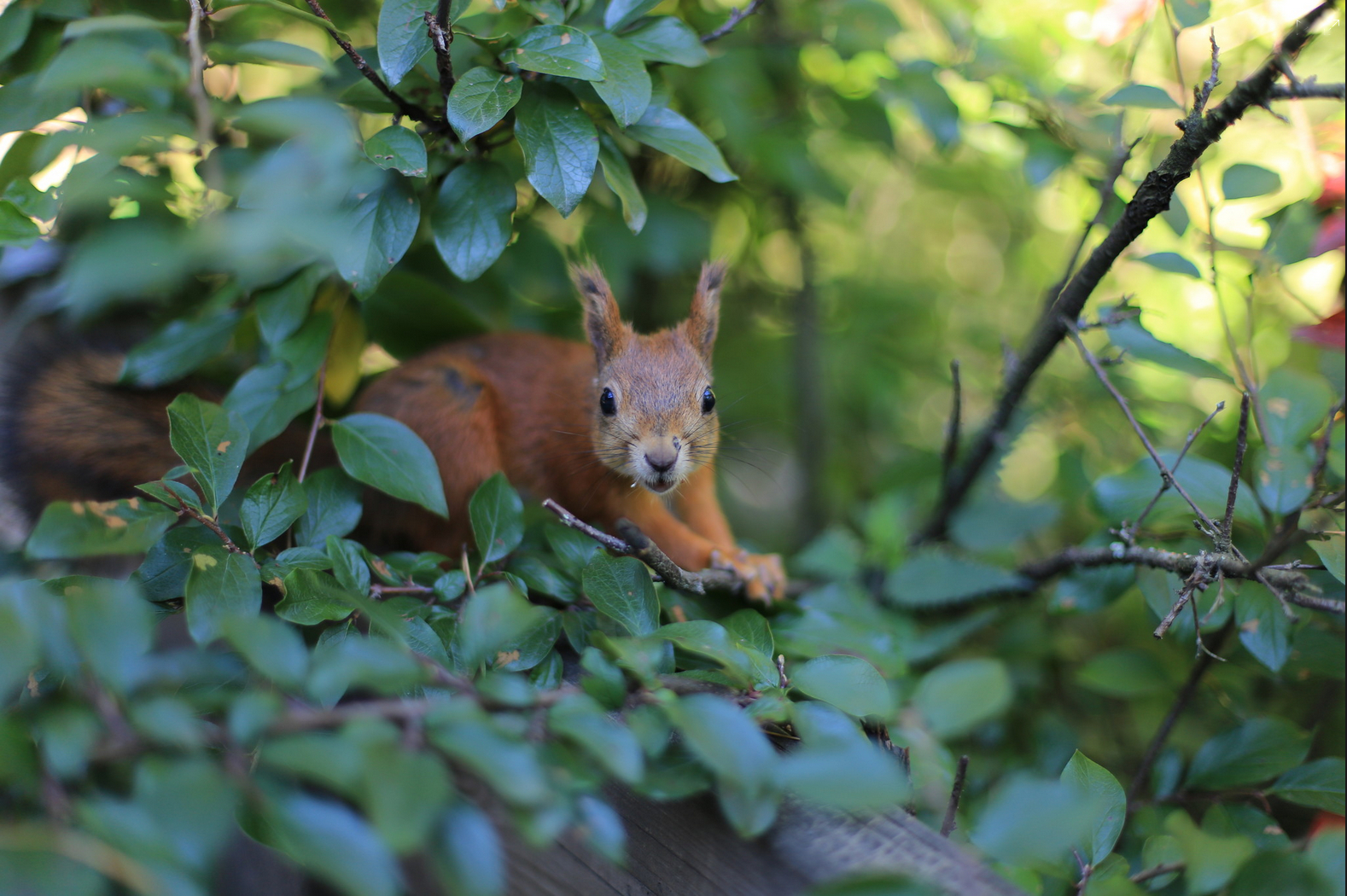
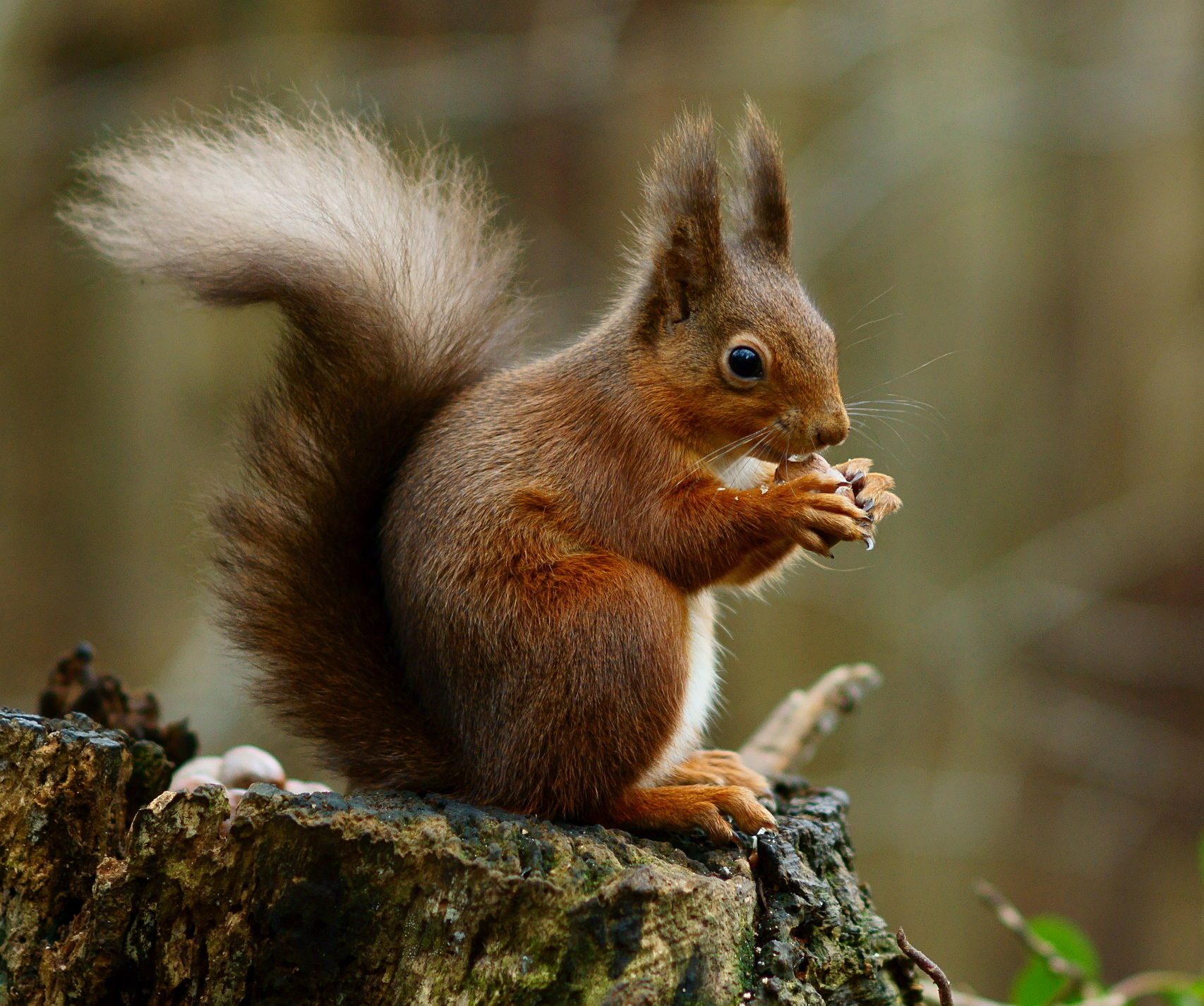
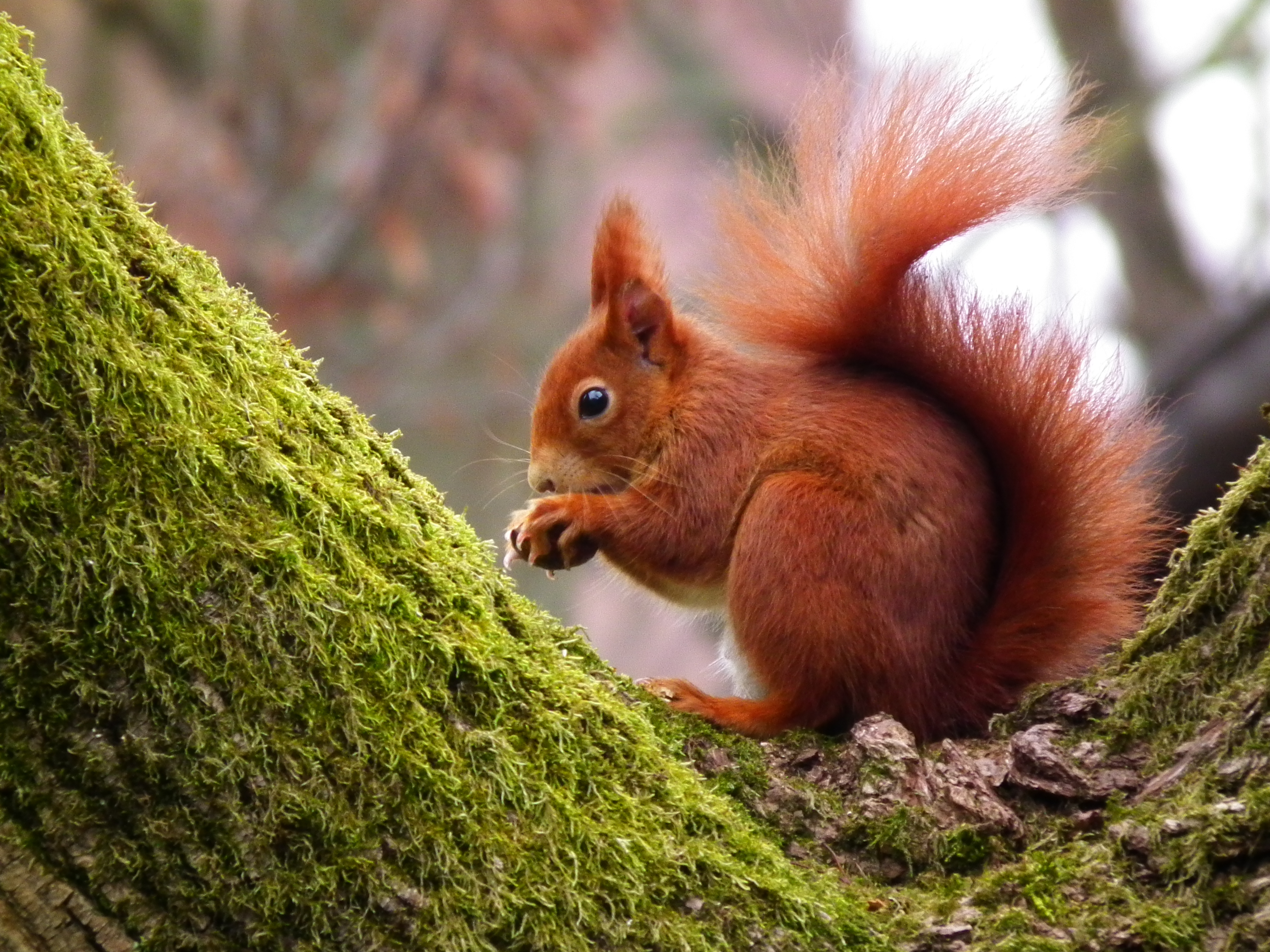
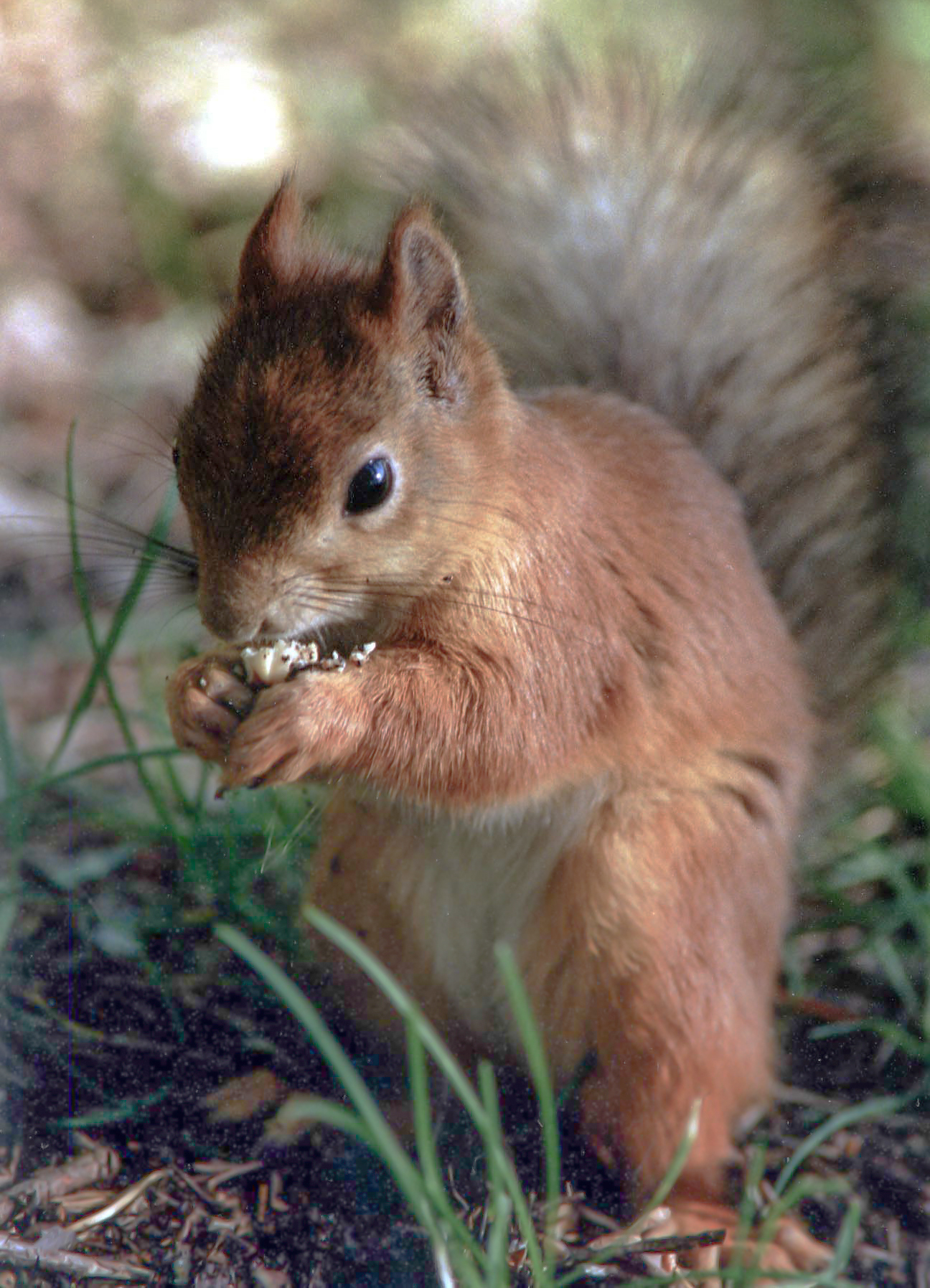
Sóc cây
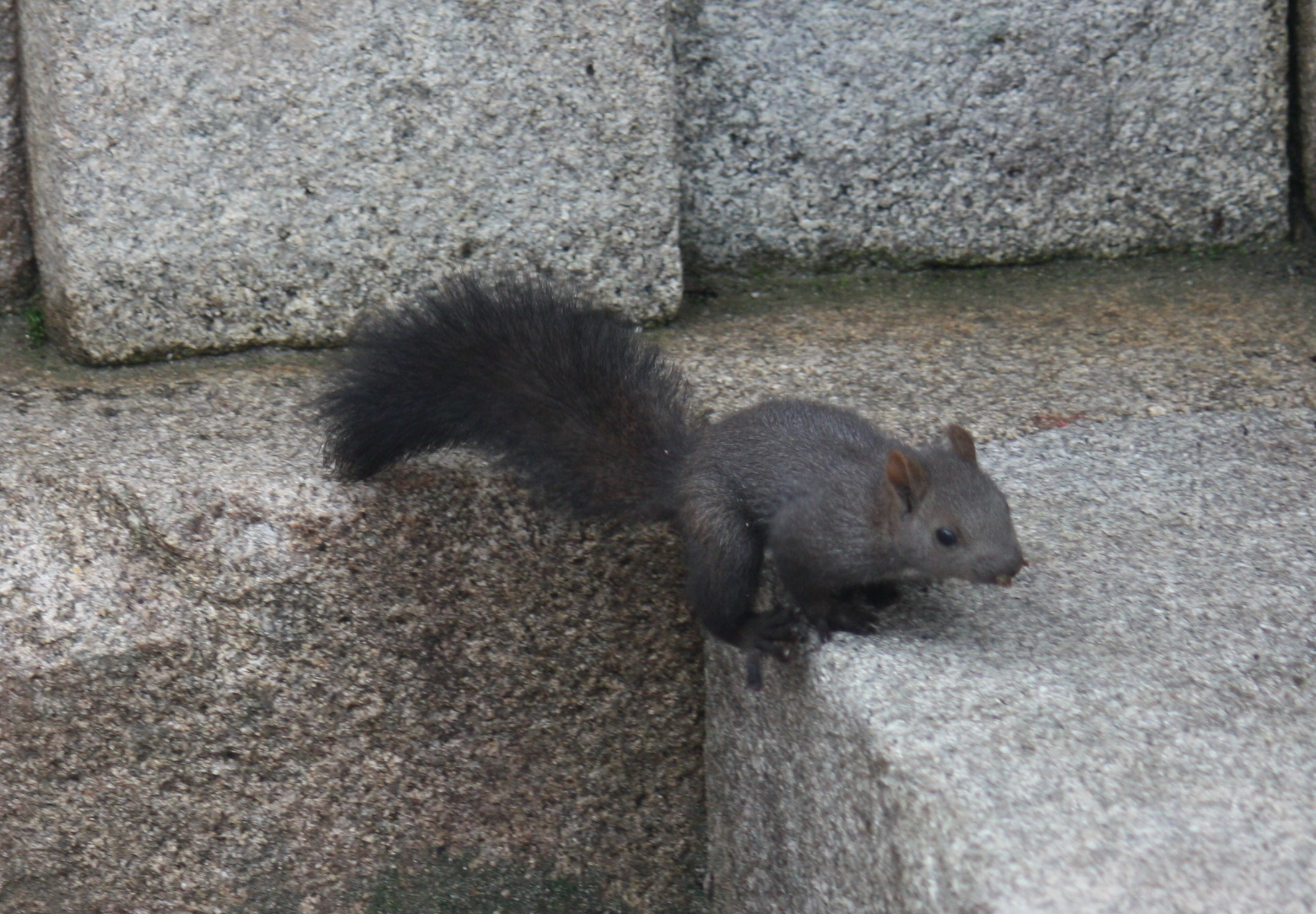
phân loài Sciurus vulgaris mantchuricus